# Orchestre des Champs-Élysées
Het Orchestre des Champs-Élysées is een Frans symfonieorkest, opgericht in Parijs in 1991.

## Geschiedenis
Het ensemble speelt op authentieke instrumenten werken van Haydn tot Mahler. Het orkest werd opgericht in 1991 door Alain Durel, de directeur van het Théâtre des Champs-Élysées en door Philippe Herreweghe. Momenteel (2017) is het orkest gevestigd in Nouvelle-Aquitaine en is het geassocieerd met het Scène nationale-theater van Poitiers.
Het orkest speelt werken uit de late negentiende eeuw, zoals de symfonieën van Robert Schumann en Bruckner. De opnamen werden goed ontvangen door de critici, met name Bruckners zevende symfonie die een "choc" ontving van Monde de la musique, een "fortissimo" van het blad Télérama en het cijfer 4 van de Bayerischer Rundfunk. Deze symfonie werd opgenomen in het Utrechtse Muziekcentrum Vredenburg. Later kreeg ook de opname van de vierde symfonie een tweede fortissimo van Télérama.